# Bernie (filme)
Bernie (br: Bernie: Quase um Anjo) é um filme de humor negro de 2011 dirigido por Richard Linklater e escrito por Linklater e Skip Hollandsworth. O filme é estrelado por Jack Black, Shirley MacLaine e Matthew McConaughey. É baseado no assassinato em 1996 da milionária Marjorie Nugent de 80 anos em Carthage, Texas, por seu companheiro de 39 anos, Bernhardt "Bernie" Tiede.
O filme foi aclamado pela crítica que elogiou sua direção, precisão em relação aos fatos e as atuações de Matthew McConaughey e Jack Black.

## Elenco
- Jack Black como Bernie Tiede
- Shirley MacLaine como Marjorie "Margie" Nugent
- Matthew McConaughey como  Danny Buck Davidson
- Brady Coleman como Scrappy Holmes
- Richard Robichaux como Lloyd Hornbuckle
- Rick Dial como Don Leggett
- Brandon Smith como xerife Huckabee
- Larry Jack Dotson como o Rev. Woodard
- Merrilee McCommas como Molly
- Mathew Greer como Carl
- Gabriel Luna como Kevin
- Kay Epperson como morador da cidade (falou com Bernie na cena da prisão)
- Sonny Carl Davis como morador da cidade

## Recepção
No Rotten Tomatoes, o filme tem uma classificação de 88%, com base em 161 avaliações, com uma classificação média de 7,5/10. O consenso crítico do site diz: "Bernie de Richard Linklater é uma comédia policial delicada e inesperadamente divertida que se beneficia de uma atuação impressionante de Jack Black". No Metacritic, o filme tem uma nota 75 de 100, com base em 35 críticas, indicando "críticas geralmente favoráveis".